# Chuck Israels
Chuck Israels (* 10. srpna 1936 New York) je americký jazzový kontrabasista. Narodil se v New Yorku do hudební rodiny. Od roku 1959 byl členem sextetu George Russella. V letech 1961 až 1966 vystupoval a nahrával coby člen tria klavíristy Billa Evanse. Později spolupracoval s mnoha dalšími hudebníky, mezi které patří například Rosemary Clooneyová, Herbie Hancock, Judy Collins nebo Patti Austin. V roce 1997 nahrál album za doprovodu nizozemského orchestru Metropole Orkest.